# Liste der Spitznamen der Bundesstaaten der Vereinigten Staaten
Dies ist eine Liste der Spitznamen der US-Bundesstaaten. Die offiziellen Spitznamen sind fett gedruckt.
| Bundesstaat                          | Abkürzung | Spitzname(n) |
| ------------------------------------ | --------- | --- |
| Alabama (kein offizieller Spitzname) | AL        | - Camellia State (Kamelien-Staat) - Cotton State (Baumwoll-Staat) - Cotton Plantation State (Baumwollplantage-Staat) - Heart of Dixie (Herz des Südens; auf Kfz-Kennzeichen) - Lizard State (Eidechsen-Staat) - Yellowhammer State (Goldspecht-Staat) |
| Alaska                               | AK        | - Great Land (Weites Land; früher auf Kfz-Kennzeichen) - Land of the Midnight Sun (Land der Mitternachtssonne) - Last Frontier (Letzte Grenze; gemeint das Ende der besiedelten Welt; früher auf Kfz-Kennzeichen) - Mainland State (Festland-Staat) - Seward's Folly (Sewards Torheit) |
| Arizona                              | AZ        | - Apache State (Apachen-Staat) - Aztec State (Azteken-Staat) - Copper State (Kupfer-Staat) - Grand Canyon State (Grand-Canyon-Staat; auf Kfz-Kennzeichen) - Sand Hill State (Sandhügel-Staat) - Valentine State (Valentins-Staat) |
| Arkansas                             | AR        | - Bear State (Bären-Staat) - Bowie State (Bowiemesser-Staat) - Hot Springs State (Thermalquellen-Staat) - Land of Opportunity (Land der Gelegenheiten) (früherer offizieller Spitzname) - Natural State (Natürlicher Staat; auf Kfz-Kennzeichen) - Razorback State (Wildschwein-Staat) - Toothpick State (Zahnstocher-Staat) - Wonder State (Wunderstaat) |
| Kalifornien                          | CA        | - El Dorado State (Der goldene Staat) - Entertainment State (Unterhaltungs-Staat) - Golden State (Goldener Staat; früher auf Kfz-Kennzeichen) - Golden West (Goldener Westen) - Grape State (Trauben-Staat) - Land of Milk and Honey (Land von Milch und Honig) - Land of the Fires (Land der Feuer) - Movie State (Film-Staat) - The Bear State (or Republic) (Bären-Staat, oder Republik) - The Eureka State (Der Heureka-Staat) - People’s Republic of California (Volksrepublik Kalifornien) |
| Colorado                             | CO        | - Centennial State (Hundertjähriger Staat) - Colorful Colorado (Farbenfrohes Colorado; früher auf Kfz-Kennzeichen) - Highest State (Höchster Staat) - Mother of Rivers (Mutter der Flüsse) - Rocky Mountain Empire (Rocky-Mountain-Imperium) |
| Connecticut                          | CT        | - Constitution State (Verfassungsstaat; auf Kfz-Kennzeichen) - Nutmeg State (Muskatnuss-Staat) |
| Delaware                             | DE        | - Chemical Capital (Chemiehauptstadt) - Corporate Capital (Konzernhauptstadt) - Diamond State (Diamanten-Staat) - First State (Erster Staat; auf Kfz-Kennzeichen) - Home of Tax Free Shopping (Heimat des steuerfreien Einkaufens) - Small Wonder (Kleines Wunder) - Uncle Sam's Pocket Handkerchief (Onkel Sams Taschentuch) |
| District of Columbia                 | DC        | - A Capital City (Eine Hauptstadt) - The Federal City (Die Bundesstadt) - The District (Der Bezirk) |
| Florida                              | FL        | - Alligator State (Alligator-Staat) - Citrus State (Zitrusfrüchte-Staat) - Everglade State (Everglades-Staat) - Flower State (Blumen-Staat) - God's Waiting Room (Gottes Wartezimmer) - Gulf State (Golf-Staat) - Hurricane State (Hurrikan-Staat) - Sunshine State (Sonnenschein-Staat; auf Kfz-Kennzeichen) - Orange State (Orangen-Staat) - Tropical State (Tropischer Staat) |
| Georgia                              | GA        | - Empire State of the South (Imperium des Südens) - Goober State (Erdnuss-Staat) - Peach State (Pfirsich-Staat; früher auf Kfz-Kennzeichen) |
| Hawaii                               | HI        | - Aloha State (Aloha-Staat; auf Kfz-Kennzeichen) - Paradise of the Pacific (Paradies im Pazifik) - Pineapple State (Ananas-Staat) - Rainbow State (Regenbogen-Staat) - Youngest State (Jüngster Staat) |
| Idaho                                | ID        | - Gem State (Edelstein-Staat) - Gem of the Mountains (Juwel der Berge) - Little Ida (Kleines Ida) - Spud State (Kartoffel-Staat) |
| Illinois                             | IL        | - Corn State (Mais-Staat) - Garden of the West (Garten des Westens) - Land of Lincoln (Lincolns Heimat; auf Kfz-Kennzeichen) - Prairie State (Grasprärie-Staat) |
| Indiana                              | IN        | - Crossroads of America (Scheideweg Amerikas; früher auf Kfz-Kennzeichen) - Hoosier State (Hoosier-Staat) - Hospitality State (Gastfreundlichkeits-Staat) |
| Iowa                                 | IA        | - Corn State (Mais-Staat) - Cyclone State (Windhosen-Staat) - Hawkeye State (Hawkeye; Spitzname Natty Bumppos) - Land of the Rolling Prairie (Land der wankenden Prärie) - Tall Corn State (Großer Mais-Staat) |
| Kansas                               | KS        | - Bleeding Kansas (Blutendes Kansas) - Jayhawk State (Jayhawker-Staat) - Sunflower State (Sonnenblumen-Staat) - Wheat State (Weizen-Staat) |
| Kentucky                             | KY        | - Bluegrass State (Wiesenrispengras-Staat; auf Kfz-Kennzeichen) - Hemp State (Hanf-Staat) - Tobacco State (Tabak-Staat) |
| Louisiana                            | LA        | - Bayou State (Altwasser-Staat; früher auf Kfz-Kennzeichen) - Child of the Mississippi (Kind des Mississippis) - Creole State (Kreolen-Staat) - Fisherman's Paradise (Paradies für Fischer) - Pelican State (Pelikanstaat) - Sportsman's Paradise (Paradies für Sportsmänner; auf Kfz-Kennzeichen) - Sugar State (Zucker-Staat) |
| Maine                                | ME        | - The Border State (Der Grenz-Staat) - The Lobster State (Der Hummer-Staat) - The Potato State (Kartoffel-Staat) - Pine Tree State (Kiefern-Staat) - Vacationland (Urlaubsland; auf Kfz-Kennzeichen) |
| Maryland                             | MD        | - Cockade State (Kokarde-Staat) - Free State (Freistaat) - Monumental State (Monumental-Staat) - Old Line State (Alter Grenzstaat) - Oyster State (Austern-Staat) - Terrapin State (Diamantschildkröten-Staat) |
| Massachusetts                        | MA        | - The Bay State (Der Buchten-Staat) - The Commonwealth - Old Colony (Alte Kolonie) - Pilgrim State (Pilger-Staat) - The Spirit of America (Der Geist Amerikas; auf Kfz-Kennzeichen) |
| Michigan                             | MI        | - The Birthplace of Automotives (Der Geburtsort des Fahrzeugs) - The Great Lakes State (Staat der großen Seen; früher auf Kfz-Kennzeichen) - Mitten State (Handschuh-Staat) - Winter Water Wonderland (Winter Wasser Wunderland; früher auf Kfz-Kennzeichen) - Wolverine State (Vielfraß-Staat) |
| Minnesota                            | MN        | - Gopher State (Erdhörnchen-Staat) - Land of 10,000 Lakes (Land der 10.000 Seen; auf Kfz-Kennzeichen) - Land of Lakes (Land der Seen) - Land of Sky-Blue Waters (Land des himmelblauen Wassers) - North Star State (Nordsternstaat) - State of Hockey (Staat des Hockeys) |
| Mississippi                          | MS        | - Hospitality State (Gastfreundlichkeits-Staat; früher auf Kfz-Kennzeichen) - Magnolia State (Magnolien-Staat) |
| Missouri                             | MO        | - Bellwether State (Leithammel-Staat) - Bullion State (Gold-Staat) - Cave State (Höhlen-Staat) - Gateway State (Zugangs-Staat) - Lead State (Blei-Staat, wegen der Bleiförderung) - Ozark State (Ozark-Staat) - Show-Me-State (Zeig-mir-Staat; auf Kfz-Kennzeichen) |
| Montana                              | MT        | - Big Sky Country (Großes Himmelsland; auf Kfz-Kennzeichen) - The Last Best Place (Der letzte beste Platz) - Treasure State (Schatz-Staat; früher auf Kfz-Kennzeichen) |
| Nebraska                             | NE        | - Beef State (Rinder-Staat) - Cornhusker State (Staat der Mais-Schäler) |
| Nevada                               | NV        | - Battle-Born State (Im Kampf geborener Staat) - Sagebrush State (Wüsten-Beifuß-Staat) - Silver State (Silber-Staat; auf Kfz-Kennzeichen) |
| New Hampshire                        | NH        | - Granite State (Granitstaat) - Mother of Rivers (Mütter von Flüssen) - White Mountain State (Weißes-Gebirge-Staat) |
| New Jersey                           | NJ        | - The Crossroads of Revolution (Scheideweg der Revolution; früher auf Kfz-Kennzeichen) - Garden State (Gartenstaat; auf Kfz-Kennzeichen) - The Tomato State (Der Tomatenstaat) |
| New Mexico                           | NM        | - Cactus State (Kaktus-Staat) - The Colorful State (Der farbenfrohe Staat) - Land of Enchantment (Land des Entzückens; auf Kfz-Kennzeichen) - Land of Sunshine (Land des Sonnenscheins) |
| New York                             | NY        | - The Empire State (Staat des (brit.) Empire; auf Kfz-Kennzeichen) |
| North Carolina                       | NC        | - Old North State (Alter Nord-Staat) - Tar Heel State (Teerfersen-Staat) - Turpentine State (Terpentin-Staat) - Variety Vacationland (Vielseitiges Urlaubsland) |
| North Dakota                         | ND        | - Flickertail State (Prärieziesel-Staat) - Peace Garden State (Friedensgarten-Staat; auf Kfz-Kennzeichen) - Rough Riders State (Rough-Riders-Staat) - Sioux State (Sioux-Staat) |
| Ohio                                 | OH        | - Buckeye State (Rosskastanien-Staat) - Birthplace of Aviation (Geburtsort der Luftfahrt; auf Kfz-Kennzeichen) - Mother of Modern Presidents (Mutter moderner Präsidenten) |
| Oklahoma                             | OK        | - Sooner State (Früher Staat) - Land of the Red Man (Land des roten Mann) - Native America (Ursprüngliches Amerika; auf Kfz-Kennzeichen) |
| Oregon                               | OR        | - Beaver State (Biber-Staat) - Union State (Bund-Staat) - Pacific Wonderland (Pazifik Wunderland; früher auf Kfz-Kennzeichen) - Sunset State (Abendroter Staat) |
| Pennsylvania                         | PA        | - Independence State (Unabhängigkeits-Staat) - Keystone State (Schlussstein-Staat) - Liberty Bell State (Freiheitsglocken-Staat) - Quaker State (Quäker-Staat) |
| Rhode Island                         | RI        | - Little Rhody (Kleines Rhody) - Ocean State (Ozeanstaat; auf Kfz-Kennzeichen) - Plantation State (Plantagen-Staat) |
| South Carolina                       | SC        | - Palmetto State (Palmenstaat) - Sandlapper State |
| South Dakota                         | SD        | - Artesian State (Artesischer-Brunnen-Staat) - Blizzard State (Blizzard-Staat) - Coyote State (Kojote-Staat) - Land of Infinite Variety (Land der unendlichen Vielfalt) - Mount Rushmore State (Mount-Rushmore-Staat; auf Kfz-Kennzeichen) |
| Tennessee                            | TN        | - Butternut State (Butternuss-Staat) - Hog and Hominy State (Schweine- und Maismehl-Staat) - The Mother of Southwestern Statesmen (Die Mutter der südwestlichen Staatsmänner) - Volunteer State (Freiwilligenstaat; auf Kfz-Kennzeichen) |
| Texas                                | TX        | - Friendship State (Freundschafts-Staat) - Lone Star State (Einsamer-Stern-Staat; auf Kfz-Kennzeichen) |
| Utah                                 | UT        | - Beehive State (Bienenstock-Staat) - Greatest Snow on Earth (Bester Schnee auf Erden) - Mormon State (Mormonen-Staat) |
| Vermont                              | VT        | - Green Mountain State (Grüner-Berg-Staat; auf Kfz-Kennzeichen) |
| Virginia                             | VA        | - Mother of Presidents (Mutter der Präsidenten) - The Old Dominion (Das alte Reich) |
| Washington                           | WA        | - Evergreen State (Immergrüner Staat; auf Kfz-Kennzeichen) |
| West Virginia                        | WV        | - Mountain State (Berg-Staat; auf Kfz-Kennzeichen) - Panhandle State (Pfannenstiel-Staat) |
| Wisconsin                            | WI        | - America's Dairyland (Amerikas Milchviehland; auf Kfz-Kennzeichen) - America's Bread Basket (Amerikas Brotkorb) - Badger State (Dachs-Staat) |
| Wyoming                              | WY        | - Cowboy State (Cowboy-Staat) - Equality State (Gleichheitsstaat) - Park State (Park-Staat) |